# 科爾巴赫河 (安珀河支流)
47°34′17.24″N 11°3′25.59″E / 47.5714556°N 11.0571083°E

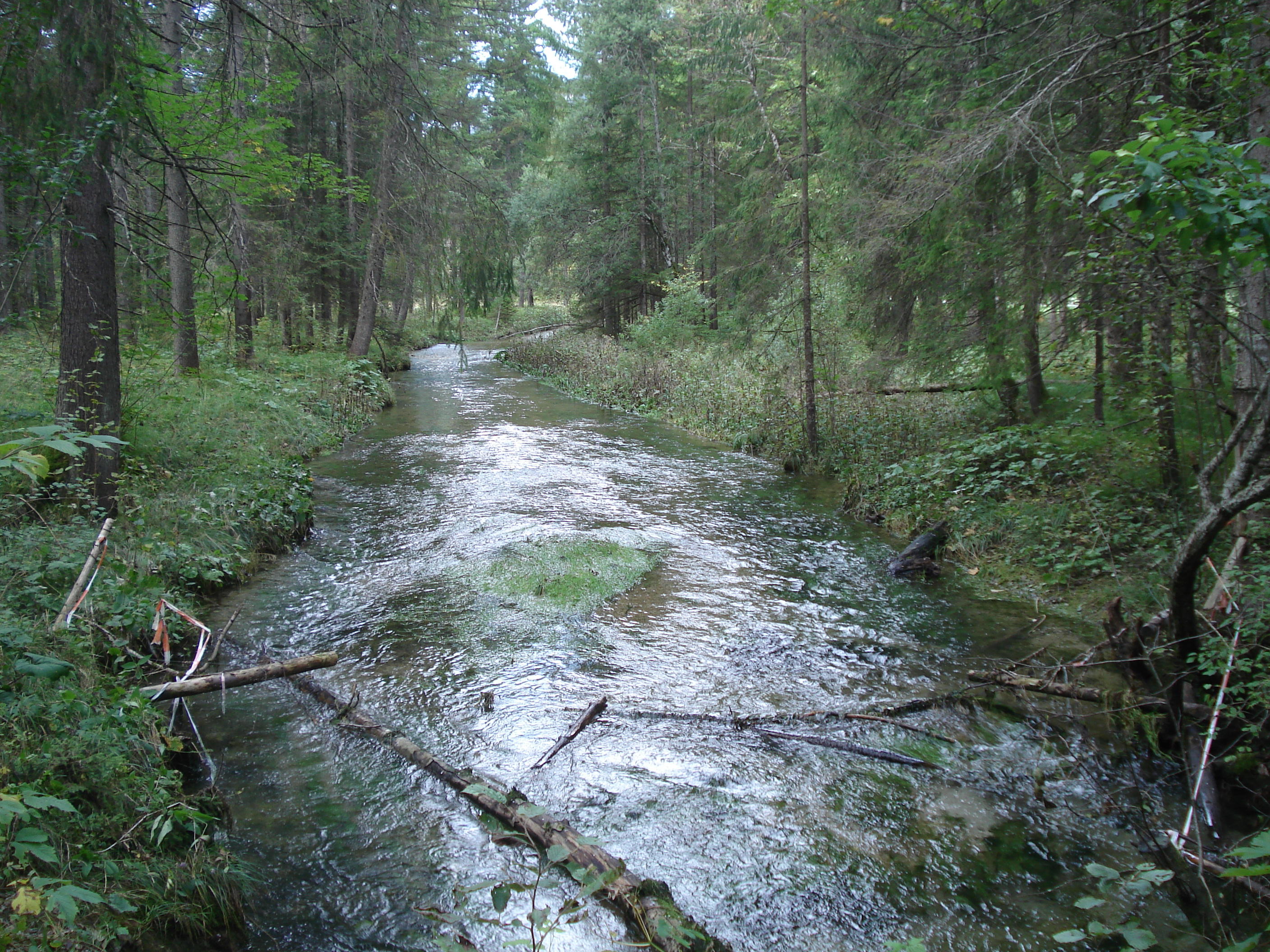

科爾巴赫河（德語：Kohlbach），是德國的河流，位於該國東南部，由巴伐利亞負責管轄，屬於安珀河的左支流，河道全長7公里，河口處在上阿默高西南面。